# Mr. Blues Plays Lady Soul
| Recensione | Giudizio |
| ---------- | -------- |
| AllMusic   | [ 1 ]    |

Mr. Blues Plays Lady Soul è un album discografico del sassofonista e pianista jazz statunitense Hank Crawford, pubblicato dalla casa discografica Atlantic Records nel 1969.

## Tracce

### LP
Lato A
1. Groovin' – 2:41 (Felix Cavaliere, Eddie Brigati) – Registrato il 12 febbraio 1969
2. I Can't See Myself Leaving You – 3:32 (Ronnie Shannon) – Registrato il 12 febbraio 1969
3. Never Let Me Go – 3:28 (Joe Scott) – Registrato il 12 febbraio 1969
4. Baby, I Love You – 3:40 (Ronnie Shannon) – Registrato il 13 febbraio 1969
5. Lady Soul – 3:12 (Hank Crawford) – Registrato il 13 febbraio 1969

Lato B
1. Soul Serenade – 3:30 (Curtis Ousley, Luther Dixon) – Registrato il 13 febbraio 1969
2. Ain't No Way – 3:57 (Carolyn Franklin) – Registrato il 12 febbraio 1969
3. Since You've Been Gone (Sweet Sweet Baby) – 2:16 (Aretha Franklin, Ted White) – Registrato il 12 febbraio 1969
4. Take a Look – 3:13 (Clyde Otis) – Registrato il 13 febbraio 1969
5. Going Down Slow – 7:26 (James Oden) – Registrato il 12 febbraio 1969

## Musicisti
Groovin' / I Can't See Myself Leaving You / Ain't No Way / Since You've Been Gone (Sweet Sweet Baby)
- Hank Crawford - sassofono alto
- David Newman - sassofono tenore, flauto
- Frank Wess - sassofono alto
- Seldon Powell - sassofono tenore
- Pepper Adams - sassofono baritono
- Ernie Royal - tromba
- Joe Newman - tromba
- Snookie Young - tromba
- Bernie Glow - tromba
- Jimmy Cleveland - trombone
- Bennie Powell - trombone
- Eric Gale - chitarra
- Paul Griffin - organo, pianoforte
- Jerry Jemmott - basso fender (eccetto nei brani: Groovin' e Ain't No Way)
- Ron Carter - basso fender (brani: Groovin' e Ain't No Way)
- Bernard Purdie - batteria

Never Let Me Go
- Hank Crawford - sassofono alto
- David Newman - flauto
- Jimmy Cleveland - trombone
- Benny Powell - trombone
- Eric Gale - chitarra
- Paul Griffin - organo
- Ron Carter - basso fender
- Bernard Purdie - batteria
- Gene Orloff - leader sezione strumenti ad arco

Baby, I Love You / Lady Soul / Soul Serenade / Going Down Slow
- Hank Crawford - sassofono alto
- Hank Crawford - pianoforte (brano: Lady Soul)
- David Newman - sassofono tenore, flauto
- Frank Wess - sassofono alto
- Seldon Powell - sassofono tenore
- Pepper Adams - sassofono baritono
- Ernie Royal - tromba
- Joe Newman - tromba
- Snookie Young - tromba
- Bernie Glow - tromba
- Eric Gale - chitarra
- Paul Griffin - organo, pianoforte
- Richard Tee - pianoforte, pianoforte elettrico
- Charles Rainey - basso fender
- Bernard Purdie - batteria

Take a Look
- Hank Crawford - sassofono alto
- David Newman - sassofono tenore, flauto
- Eric Gale - chitarra
- Paul Griffin - organo, pianoforte
- Charles Rainey - basso fender
- Bernard Purdie - batteria
- Gene Orloff - leader sezione strumenti ad arco
- David Newman esegue tutti gli assoli di sassofono tenore e di flauto

Note aggiuntive
- Joel Dorn - produttore
- Arif Mardin - arrangiamenti e conduttore musicale
- Adrian Barber - ingegnere delle registrazioni
- Joel Brodsky - fotografia copertina album originale
- Graffiteria - design copertina album originale
- Joel Dorn - note retrocopertina album originale[2]